# Ikarus 435
Az Ikarus 435 az Ikarus Karosszéria- és Járműgyár elővárosi-városi tolócsuklós autóbusza. Az első szériát 1985-ben, a másodikat 1994-ben kezdték gyártani, akkor már DAF LT 195 Euro 1 motorral. A prototípus jármű Salgótarján helyi közlekedését szolgálta 2018-ig. 157 férőhellyel rendelkezik, ebből 44 ülőhely, de különböző ajtó- és üléselrendezésekkel rengeteg változat készült.

## Egyéb műszaki adatai
| Mellső túlnyúlás | 2 690 mm |
| Hátsó túlnyúlás  | 3 180 mm |
| Mellső dőlésszög | 7,5°     |
| Hátsó dőlésszög  | 7°       |
| Tiszta magasság  | 330 mm   |
| Belépő magasság  | 360 mm   |
| Padlómagasság    | 770 mm   |

## Ajtók
Elülső három ajtaja megfelelő méretű az utasáramlat átengedéséhez, a hátsó ajtó azonban csak 660 mm-es félajtó, szélesebb beépítésére nem nyílt lehetőség.

## Utastájékoztatás
A budapesti buszokat az első busz, a BPO-583 kivételével FOK-GYEM utastájékoztató rendszerrel szerelték fel (BPO-583 táblásan érkezett), amely a jármű homlokfalán és oldalán a járatszámot és az úticélt, az utastérben a pontos időt, a járatszámot, a következő megállót és a megfelelő átszállási lehetőségeket, a busz hátán elhelyezett kis méretű kijelző pedig a járatszámot írja ki. (Az utastérben az első években még nem jelezte ki a pontos időt, csak később; de a FOK-GYEM kijelzővezérlő órája gyakran nem volt pontos vagy egyáltalán nem volt beállítva.) Idővel a külső és belső kijelzők egyaránt használhatatlanná váltak, tehát nem szolgálták az utastájékoztatást, tulajdonképpen alig lehetett megfelelően működővel találkozni. Az autóbuszokon 2013 óta fokozatosan megjelent FUTÁR rendszernek/készüléknek köszönhetően a vizuális utastájékoztatás mellett már a hangos utastájékoztatás is jelen van, néhány járművet a felújításuk során új, BUSE kijelzőkkel láttak el, ezzel jelentősen megnövelve az utastájékoztatás színvonalát.

## 435-ösök Magyarországon

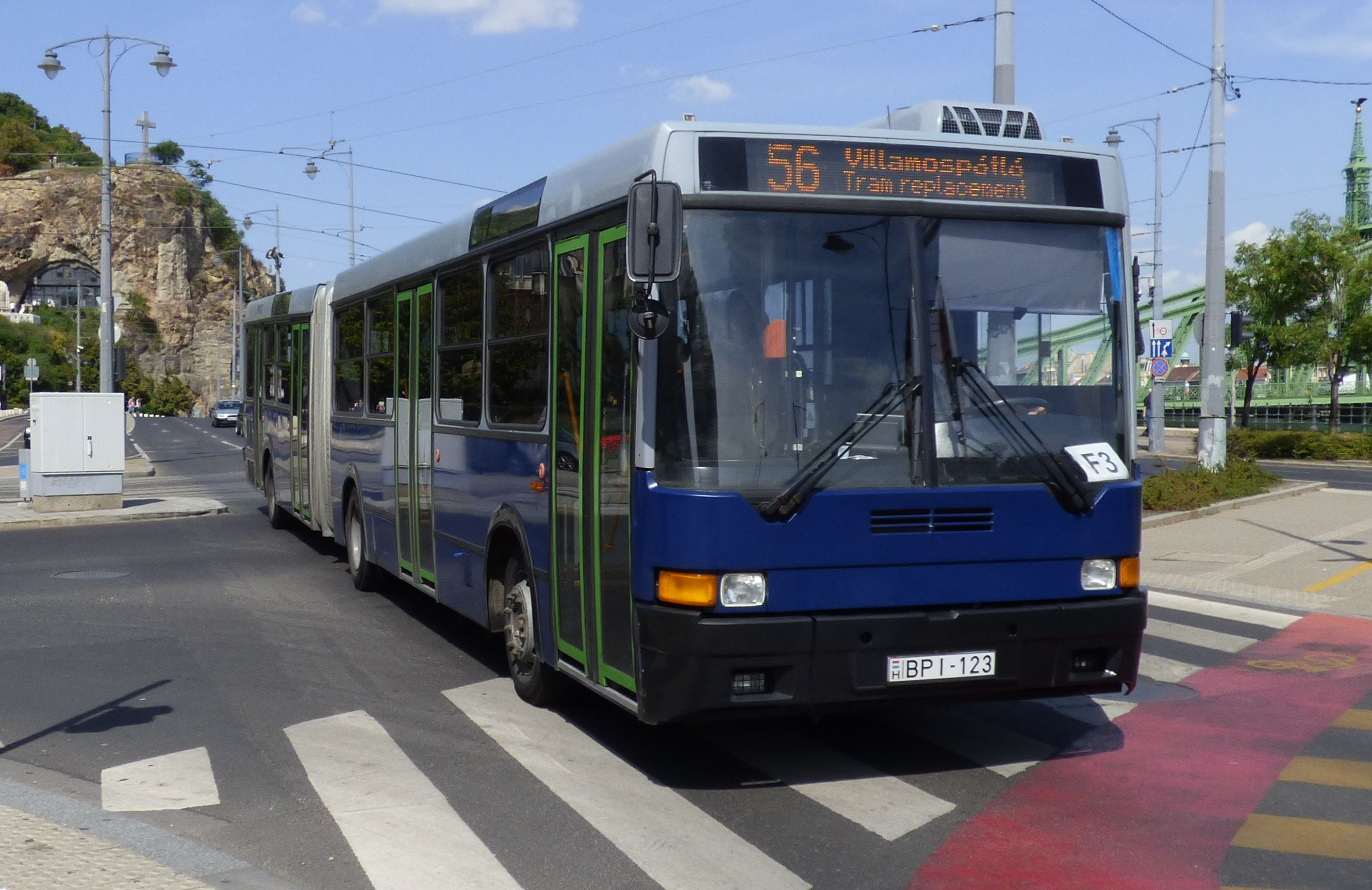
A BKV Ikarus 435-öse villamospótlóként

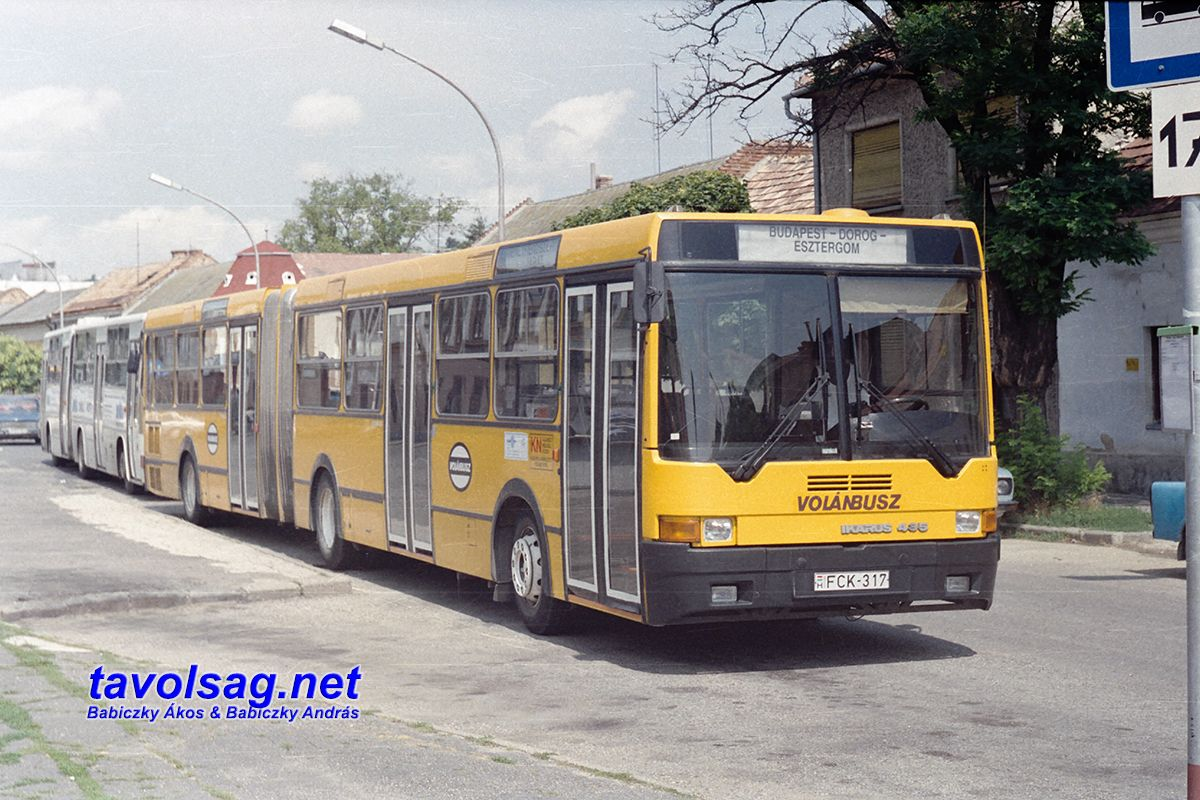
435-ös a Volánbusz járataként

171 darabból már nem közlekedik egy sem Budapesten a BKV tulajdonában , 2 db a Volánbusz tulajdonában. Dunaújvárosban és Salgótarjánban lehet találkozni ezzel a típussal a helyi járaton.
Több busz magánvállalkozóknál is fellelhető volt (pl. ArrivaBus Kft.: 2 busz), ezek egy része külföldről visszavett példány. Az egyik busz demóbuszként funkcionált, a másik busz megfordult Várpalotán is, mindkettő selejtezésre került.

## Selejtezések
Pécsett 2015-ig közlekedett a Tüke Busz Zrt-nél, az utolsó példányokat 2015 júliusában vonták ki a forgalomból és selejtezték.
Miskolcon 21 db autóbusz dolgozott 2016 márciusáig. Kettő jármű eladásra került, a többi selejtezve lett.
2017 elején Csongrád megye elbúcsúzott a típustól, ugyanis kivonták az utolsó 3 járművet a forgalomból, amik ekkor már helyközi vonalakra voltak beosztva.  Szeged helyi járaton 2016-ban közlekedett utoljára. 
2021 novemberében Szombathelytől is elbúcsúzott a típus.
A Volánbusz kecskeméti üzemegységénél lévő példány 2022 márciusában leállításra került. A forgalomba maradt buszok 2022.11.12-én mély tisztelettel elbúcsúztak a BKV-tól.
A Volánbusz Zrt. Értékmentő programjába a PTZ-387 (korábban DUA-460) rendszámú Ikarus 435.02 típusú busz került bele. A busz korábban Nógrád megyében közlekedett.
A típust 2022. november 11-én vagy 18-án vonták ki a budapesti forgalomból.

## Modellváltozatok
- 435.02 – Készült a Nógrád Volán és Németország számára.
- 435.05 – Készült Lengyelország és Csehország számára.
- 435.05A – Készült Szentpétervár számára.
- 435.06 – Készült a BKV számára.
- 435.09 – Készült Csehország számára.
- 435.10 – Készült Magyarország és Németország számára.
- 435.11 – Készült a Vasi Volán és Tisza Volán számára.
- 435.12A – Készült az Alba Volán számára.
- 435.12B – Készült Pécsi Közlekedési Zrt. számára.
- 435.13A – Készült a Nógrád Volán számára.
- 435.13B – Készült a Tisza Volán számára.
- 435.13C – Készült a Gemenc Volán számára.
- 435.14 – Készült a Volánbusz számára.
- 435.17 – Készült a Nógrád Volán és Moszkva számára.
- 435.18 – Készült Pozsony számára.
- 435.18A – Készült Eperjes számára.
- 435.18B – Készült Pozsony számára.
- 435.18D – Készült Kassa számára.
- 435.18E – Készült Pozsony számára.
- 435.18F – Készült Pozsony számára.
- 435.19B – Készült Olaszország számára.
- 435.20G – Készült az Alba Volán számára.
- 435.21 – Készült a Kunság Volán és az MVK számára.
- 435.21B – Készült az MVK számára.
- 435.23 – Az Ikarus demonstrátor busza volt, később az Arrivabus vette meg.
- 435.40 – Készült az Alba Volán számára.
- 435.90 – Készült az Arrivabus számára.
- 435.K1 – Prototípus. Készült a Nógrád Volán számára.
- 435.K2 – Az Ikarus demonstrátor busza volt, később gyűjtőhöz került.

## 435-ösök külföldön
Szlovákiában 3 városban találkozhatunk velük: 96 db közlekedik Pozsonyban, 11 db Kassán és 2 db Eperjesen. Mind a 109 jármű 435.18-as típusú.

## Ikarus 435T
Az Ikarus 435-ös trolibuszváltozata (Obus-Kiepe elektronikával), a 435T, 1995-ben vásárolt belőle a BKV összesen 15 darabot. Ilyen járművel többnyire a 80-as és 82A vonalon találkozhattunk.

## Ikarus 435TD
A típusból csak 1 darab jármű készült 1992-ben, különlegessége az volt, hogy tudott hagyományos dízelüzemben autóbuszként is, de elektromos üzemben trolibuszként is működni. A kísérletet sorozatgyártás nem követte, a járművet az Alba Volán vette meg, jelenleg[mikor?] hagyományos autóbusszá alakítva Dunaújvárosban közlekedik.[forrás?] A buszt 2020-ban vonták ki a forgalomból.